# Női 4 × 100 méteres vegyes váltó a 2009-es úszó-világbajnokságon
A női 4 × 100 méteres vegyes váltó versenyt a 2009-es úszó-világbajnokságon augusztus 1-jén rendezték meg. Egy napon volt a selejtező és a döntő.

## Érmesek
| Arany                                                    | Ezüst | Bronz                                                                                                |
| Kína · Zhao Jing · Chen Huijia · Jiao Liuyang · Li Zhesi | Ausztrália · Emily Seebohm · Sarah Katsoulis · Jessicah Schipper · Lisbeth Trickett · Sally Foster* · Stephanie Rice* · Shayne Reese* | Németország · Daniela Samulski · Sarah Poewe · Annika Mehlhorn · Britta Steffen · Daniela Schreiber* |

* Csak a selejtezőkben úsztak, de kaptak érmet.

## Rekordok
|                    | Név                                                                                             | Nemzetiség | Idő     | Helyszín  | Dátum               |
| ------------------ | ----------------------------------------------------------------------------------------------- | ---------- | ------- | --------- | ------------------- |
| Világcsúcs         | Emily Seebohm (59.33) Leisel Jones (1:04.58) Jessicah Schipper (56.25) Lisbeth Trickett (52.53) | Ausztrália | 3:52.69 | Peking    | 2008. augusztus 17. |
| Világbajnoki csúcs | Emily Seebohm (1:00.79) Leisel Jones (1:04.94) Jessicah Schipper (57.18) Lisbeth Lenton (52.83) | Ausztrália | 3:55.74 | Melbourne | 2007. március 31.   |

## Eredmények

### Selejtező
| Helyezés | Selejtező | Pálya | Nemzetiség | Úszók | Idő     | Megj. |
| -------- | --------- | ----- | ---------- | --- | ------- | ----- |
| 1        | 2         | 4     | CHN        | Zhao Jing (1:00,24) Chen Huijia (1:05,04) Jiao Liuyang (56,92) Li Zhesi (53,94)                                                     | 3:56,14 |       |
| 2        | 2         | 5     | JPN        | Shiho Sakai (59,47) Nanaka Tamura (1:06,55) Yuka Kato (57,45) Haruka Ueda (53,97)                                                   | 3:57,44 | NR    |
| 3        | 2         | 3     | GER        | Daniela Samulski (1:00,16) Sarah Poewe (1:06,74) Annika Mehlhorn (57,36) Daniela Schreiber (53,49)                                  | 3:57,75 | NR    |
| 4        | 2         | 6     | NED        | Femke Heemskerk (1:01,28) NR Lia Dekker (1:07,41) Inge Dekker (56,95) Ranomi Kromowidjojo (52,41)                                   | 3:58,05 | NR    |
| 5        | 4         | 5     | GBR        | Gemma Spofforth (59,58) Lowri Tynan (1:07,51) Ellen Gandy (57,80) Francesca Halsall (53,29)                                         | 3:58,18 |       |
| 6        | 4         | 3     | CAN        | Julia Wilkinson (1:00,69) Annamay Pierse (1:06,10) Audrey Lacroix (57,70) Geneviève Saumur (53,74)                                  | 3:58,23 | NR    |
| 7        | 4         | 4     | AUS        | Emily Seebohm (59,65) Sally Foster (1:07,32) Stephanie Rice (57,29) Shayne Reese (54,10)                                            | 3:58,36 |       |
| 8        | 4         | 6     | BRA        | Fabíola Molina (1:00,08) SA Carolina Mussi (1:08,31) Gabriella Silva (56,25) Tatiana Lemos (53,85)                                  | 3:58,49 | SA    |
| 9        | 3         | 2     | DEN        | Pernille Jessing Larsen (1:01,63) Rikke Moller-Pedersen (1:06,59) Micha Kathrine Østergaard Jensen (57,82) Jeanette Ottesen (52,89) | 3:58,93 | NR    |
| 10       | 3         | 4     | USA        | Elizabeth Pelton (1:00,78) Kasey Carlson (1:06,79) Christine Magnuson (57,29) Julia Smit (54,15)                                    | 3:59,01 |       |
| 11       | 3         | 3     | SWE        | Sarah Sjöström (1:00,74) NR Joline Höstman (1:08,27) Gabriella Fagundez (58,44) Josefin Lillhage (53,59)                            | 4:01,04 | NR    |
| 12       | 3         | 6     | FRA        | Esther Baron (1:01,53) Fanny Babou (1:08,44) Aurore Mongel (57,69) Malia Metella (53,39)                                            | 4:01,05 | NR    |
| 13       | 3         | 5     | RUS        | Marija Gromova (1:00,33) Valentyina Artyemjeva (1:08,30) Irina Beszpalova (57,64) Olga Kljucsnyikova (54,82)                        | 4:01,09 |       |
| 14       | 4         | 7     | HUN        | Dara Eszter (1:01,07) Pecz Réka (1:09,53) Hosszú Katinka (59,34) Verrasztó Evelyn (53,69)                                           | 4:03,63 | NR    |
| 15       | 1         | 4     | CZE        | Simona Baumrtova (1:01,56) Petra Chocova (1:08,30) Lenka Jarosova (1:01,42) Petra Klosova (55,15)                                   | 4:06,43 | NR    |
| 16       | 1         | 7     | UKR        | Darina Zevina (1:02,34) Hanna Hlisztunova (1:10,35) Katerina Zubkova (59,70) Darina Sztepanyuk (54,98)                              | 4:07,37 |       |
| 17       | 2         | 2     | POL        | Alicja Tchorz (1:01,53) Ewa Scieszko (1:09,67) Mirela Olczak (1:01,17) Katarzyna Wilk (55,44)                                       | 4:07,81 |       |
| 18       | 1         | 2     | NOR        | Katharina Stiberg (1:04,37) Sara Nordenstam (1:10,54) Ingvild Snildal (57,02) Henriette Brekke (56,31)                              | 4:08,24 | NR    |
| 19       | 2         | 9     | BEL        | Elodie Vanhamme (1:03,90) Elise Matthysen (1:09,14) Kimberly Buys (59,85) Jolien Sysmans (56,29)                                    | 4:09,18 | NR    |
| 20       | 2         | 1     | ISR        | Anna Volchkov (1:02,75) Yuliya Banach (1:09,72) Amit Ivry (58,33) Kristina Tchernychev (58,69)                                      | 4:09,49 | NR    |
| 21       | 4         | 1     | BLR        | Alekszandra Kovaleva (1:03,47) Ina Kapisina (1:08,11) Irina Njafedava (1:01,51) Julija Hitraja (56,63)                              | 4:09,72 |       |
| 22       | 4         | 8     | LTU        | Rugile Mileisyte (1:02,72) NR Raminta Dvariskyte (1:09,97) Aiste Dobrovolskaite (1:02,05) Grite Apanaviciute (57,56)                | 4:12,30 | NR    |
| 23       | 3         | 7     | SIN        | Lim Shana Jia Yi (1:03,25) Ho Ru'En Roanne (1:11,90) Lim Shu En Lynette (1:01,97) Quah Ting Wen (55,23)                             | 4:12,35 | NR    |
| 24       | 3         | 1     | IRL        | Aisling Cooney (1:03,18) Fiona Doyle (1:10,53) Gráinne Murphy (1:02,41) Clare Dawson (56,55)                                        | 4:12,67 | NR    |
| 25       | 2         | 8     | BAH        | Alana Dillette (1:03,40) Alicia Lightbourne (1:12,28) Arianna Vanderpool-Wallace (1:00,45) Teisha Lightbourne (59,46)               | 4:15,59 | NR    |
| 26       | 3         | 8     | TPE        | Chen Ting (1:04,63) Chen I-Chuan (1:14,08) Ting Sheng-Yo (1:03,59) Yang Chin-Kuei (56,58)                                           | 4:18,88 |       |
| 27       | 1         | 1     | ZIM        | Kirsten Lapham (1:07,06) Maxine Heard (1:13,30) Moira Fraser (1:06,25) Nicole Horn (57,74)                                          | 4:24,35 |       |
| 28       | 4         | 0     | MAC        | Fong Man Wai (1:08,98) Lei On Kei (1:14,66) Ma Cheok Mei (1:06,50) Tan Chi Yan (1:01,53)                                            | 4:31,67 |       |
| 29       | 1         | 5     | KEN        | Rachita Shah (1:10,24) Achieng Ajulu-Bushell (1:11,94) Pina Ercolano (1:10,79) Sylvia Brunlehner (1:01,69)                          | 4:34,66 | NR    |
| 30       | 1         | 3     | MLT        | Nicol Cremona (1:08,65) Melinda Sue Micallef (1:19,84) Davina Mangion (1:06,08) Talisa Pace (1:00,35)                               | 4:34,92 |       |
| 31       | 2         | 0     | SEN        | Khadidiatou Dieng (1:15,57) Ouleye Diallo (1:23,00) Binta Zahra Diop (1:02,31) Mareme Faye (1:05,32)                                | 4:46,20 | NR    |
| 32       | 1         | 6     | MOZ        | Jessika Cossa (1:13,90) Monica Bernardo (1:19,47) Gessica Stagno (1:10,83) Faina Salate (1:04,42)                                   | 4:48,62 |       |
| 33       | 3         | 0     | IND        | Fariha Zaman (1:11,89) Murugaperumal Venpa (1:28,78) Pooja Raghava Alva (1:08,24) Chittaranjan Shubha (1:04,11)                     | 4:53,02 |       |
| 34       | 4         | 9     | ALB        | Reni Jani (1:21,63) Tea Pikuli (1:27,11) Sara Abdullahu (1:11,50) Rovena Marku (1:05,71)                                            | 5:05,95 |       |
| 35       | 3         | 9     | PAK        | Rida Mitha (1:21,63) Aqsa Tariq (1:34,54) Sakina Ghulam (1:23,81) Mahnoor Maqsood (1:13,05)                                         | 5:33,03 |       |
| –        | 2         | 7     | VEN        | | DNS     |       |
| –        | 4         | 2     | ITA        | Elena Gemo (1:01,00) Chiara Boggiatto (1:07,08) Ilaria Bianchi (58,77) Laura Letrari                                                | DSQ     |       |

### Döntő
| Helyezés  | Pálya | Nemzetiség | Úszók                                                                                              | Idő     | Megj. |
| --------- | ----- | ---------- | -------------------------------------------------------------------------------------------------- | ------- | ----- |
| Aranyérem | 4     | CHN        | Zhao Jing (58,98) AS Chen Huijia (1:04,12) Jiao Liuyang (56,28) Li Zhesi (52,81)                   | 3:52,19 | WR    |
| Ezüstérem | 1     | AUS        | Emily Seebohm (59,40) Sarah Katsoulis (1:04,65) Jessicah Schipper (56,19) Lisbeth Trickett (52,34) | 3:52,58 | OC    |
| Bronzérem | 3     | GER        | Daniela Samulski (59,85) Sarah Poewe (1:06,81) Annika Mehlhorn (57,14) Britta Steffen (51,99)      | 3:55,79 | ER    |
| 4         | 2     | GBR        | Gemma Spofforth (58,96) Lowri Tynan (1:07,80) Ellen Gandy (57,39) Fran Halsall (52,88)             | 3:57,03 | NR    |
| 5         | 6     | NED        | Femke Heemskerk (1:01,28) =NR Lia Dekker (1:06,51) Inge Dekker (56,82) Ranomi Kromowidjojo (52,70) | 3:57,31 | NR    |
| 6         | 7     | CAN        | Julia Wilkinson (1:00,37) NR Annamay Pierse (1:06,48) Audrey Lacroix(57,51) Victoria Poon (53,51)  | 3:57,87 | NR    |
| 7         | 5     | JPN        | Shiho Sakai (59,30) Nanaka Tamura (1:07,24) Yuka Kato (57,32) Haruka Ueda (54,07)                  | 3:57,93 |       |
| 8         | 8     | BRA        | Fabíola Molina (1:00,07) SA Carolina Mussi (1:08,22) Gabriella Silva (56,65) Tatiana Lemos (53,89) | 3:58,83 |       |